# Stará radnice (Kynšperk nad Ohří)
Stará radnice, známá též jako Panský dům, je budova v historické zástavbě v Kynšperku nad Ohří v okrese Sokolov v Karlovarském kraji. Stará radnice je spolu s nedalekou brankou nejstarším dochovaným zděným domem ve městě. Po určitou dobu sloužila jako panské sídlo a správní budova panství majitelům města, kterými byli od roku 1621 Metternichové. Proto se objekt často uvádí i jako Panský dům. Budova je chráněná jako kulturní památka České republiky.

## Historie
Budova staré radnice byla postavena roku 1586 při jihozápadním okraji náměstí, přibližně 150 m východně od nyní již zaniklého kynšperského hradu. Předpokládá se, že byla postavena na místě středověkého objektu. Její původní podoba je neznámá, ví se však, že sloužila jako městská radnice. Současná raně barokní podoba pochází z doby po přestavbě v druhé polovině 17. století. Na počátku 19. století přešel objekt opět do vlastnictví města a byl přestavován. Radnice zde byla zřízena roku 1836 nebo 1841 a tomuto účelu sloužila až do poloviny 20. století. Stavební stav byl zhoršený a několik let byl objet nevyužívaný. Krátce zde měla kanceláře lesní společnost a po roce 1990 i některé soukromé firmy. Po roce 2000 byla budova rekonstruována a slavnostní předání rekonstruovaného objektu se uskutečnilo 28. dubna 2005. V budově se nacházejí zasedací místnosti městského úřadu a městské infocentrum. Dne 24. září 2005 zde byla slavnostně otevřena výstavní síň Panský dům.

## Stavební podoba

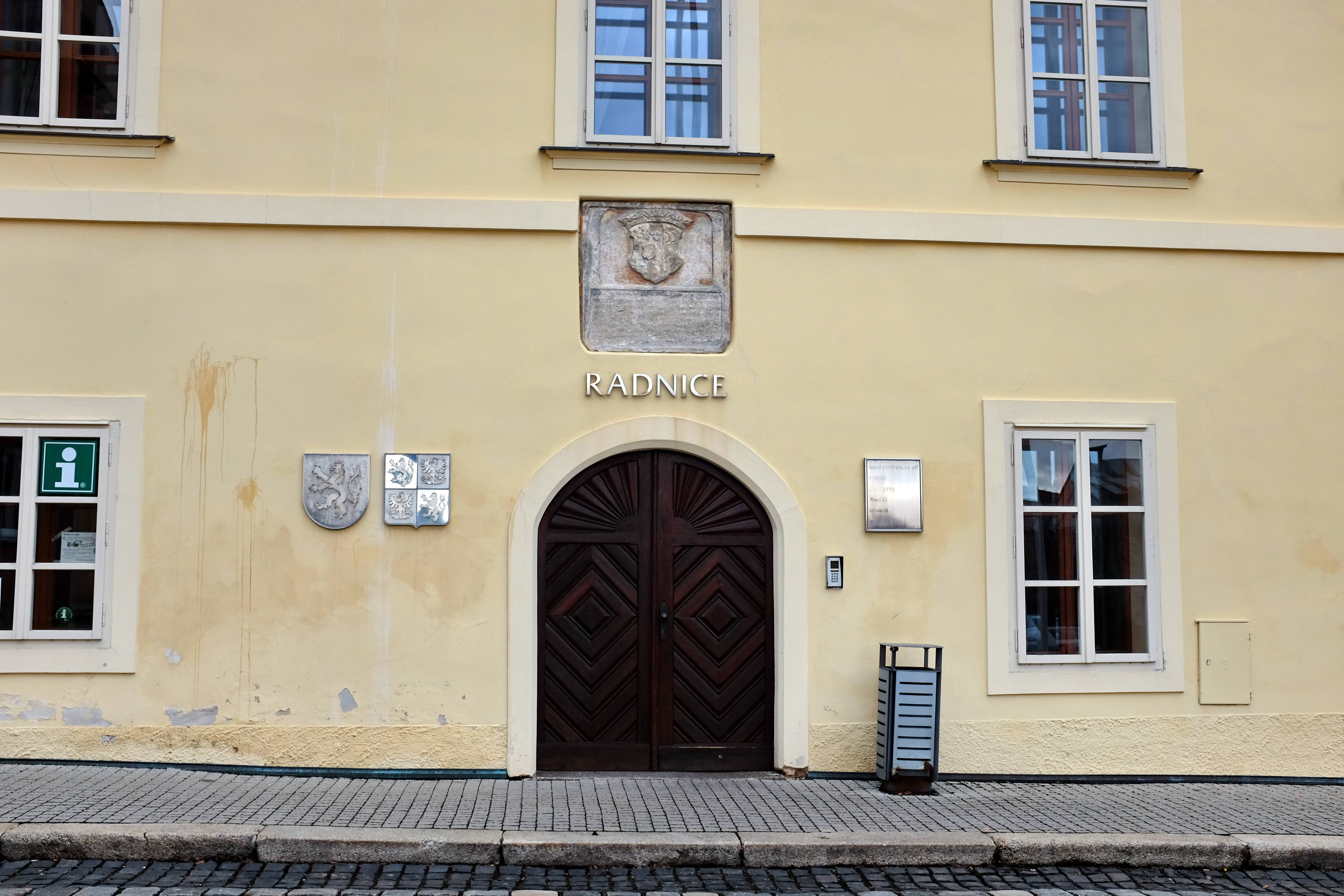
Hlavní portál

Objekt je mohutná obdélná patrová budova se sedlovou střechou se čtyřmi novodobými vikýři. Budova je v severozápadní části podsklepená. Jižní průčelí je hladké, fasádu oživovaly ještě před druhou světovou válkou jemné pásy. Čelní průčelí je orientované k jihu. Nacházejí se na něm dva vstupy. Hlavní vstup je orámován půlkruhovým portálem. Nad ním byla do vnější fasády zasazena kamenná deska se zaoblenými rohy, v horní části s plastickým erbem rodu Metternichů. Erb je zřetelný, ale nápis byl po roce 1946 omítnut a je nečitelný. Vztahoval se pravděpodobně k přestavbě v druhé polovině 17. století a nejspíše obsahoval i dataci. Za hlavním portálem se nachází plochostropá chodba. Východní štítové průčelí směřuje do horní části náměstí Míru, v přízemí jsou čtyři okna, čtyři jsou v patře, dvě menší okna jsou ve štítu.